# Les Serres
Les Serres, dawniej: Santa Cecília de Càrcer, Santa Cecília de Sacàrcera – miejscowość w Hiszpanii, w Katalonii, w prowincji Girona, w comarce Gironès, w gminie Sant Martí de Llémena.
Według danych INE w 2020 roku liczyła 34 mieszkańców – 21 mężczyzn i 13 kobiet. 